# Escuela Rosenwald New Hope
La Escuela Rosenwald New Hope es una escuela Rosenwald cerca de Fredonia, Alabama, Estados Unidos. Fue construida en 1915 e incluida en el Registro Nacional de Lugares Históricos como parte del Fondo de Construcción de Escuelas Rosenwald y la Presentación de Propiedades Múltiples de Edificios Asociados el 29 de noviembre de 2001.